# Реликтовый суслик
Рели́ктовый су́слик, или тянь-шаньский су́слик (лат. Spermophilus relictus), — вид грызунов рода сусликов; его распространение ограничено разобщёнными участками на горных склонах Тянь-Шаня и Памира.
Это суслик средней величины (20—27,5 см) со сравнительно длинным хвостом (5—8 см). Внешне напоминает серого и даурского сусликов. Спина у него охристо-бурая, с заметной, хотя и неотчётливой рябью. Брюхо и бока серовато-охристые.
Обитает в горных степях — от сухих полынно-типчаковых (на лёссовых, реже — на щебнистых почвах) до злаково-разнотравных альпийских степей. Диапазон высот обитания — 500—800 до 3000—3300 м над уровнем моря. Предпочитает пологие, мягкие, хорошо задернённые склоны с отдельными нагромождениями камней; избегает лугов и участков с древесной растительностью. Встречается в негустых арчевниках. В предгорьях охотно поселяется среди сорняков у старых зимовий, в развалинах глинобитных построек и под дувалами у селений. На распаханных землях обычно не селится.
Густых поселений не образует. Норы неглубокие (1—1,5 м), сравнительно простого строения. Большая часть постоянных нор лишь с одним входом и одной гнездовой камерой. Часто использует норы сурков, пустоты среди камней. В его рационе на долю насекомых приходится до 50 % общей пищи. Кроме того, питается наземными и подземными частями растений (злаки, полыни, осоки, летом — луковицы диких луков).
Весной реликтовые суслики пробуждаются в феврале — в начале марта. Иногда суслику, чтобы выйти из норы, приходится прокапывать над ней слой снега толщиной до 40—70 см. Из-за сложности горных условий выход из зимовочных нор растягивается почти на месяц, поэтому гон у реликтового суслика продолжительный. Самцы в это время бегают в поисках самок, мало едят и к концу гона сильно худеют, расходуя остатки сохранившегося после спячки жира. Беременность длится 25—28 дней. Детёнышей в выводке от 4 до 12. Расселение молодняка начинается с середины мая и до середины июня. В спячку залегают в той же последовательности, как и другие суслики, но довольно поздно — в середине августа, молодняк — в сентябре. Перед залеганием забивают выход норы земляной пробкой толщиной до 0,5 м.